# Baie West
Pour les articles homonymes, voir West Bay.
La baie West ((en) West Bay) est une baie naturelle de l'île de Terre-Neuve dans la province canadienne de Terre-Neuve-et-Labrador.

## Annexe